# Чюпровайка
Чюпрова́йка (рос. Чюпровайка) — річка в Удмуртії (Сюмсинський район), Росія, ліва притока Кільмезю.
Річка починається за 1 км на південний схід від села Юбері, протікає на захід, а нижня течія спрямована на північний захід. Впадає до Кільмезю навпроти гирла Кирчми. Середня та нижня течії протікає через лісові масиви. Біля села Маркелово створено ставок.
Над річкою розташоване село Юбері. Біля села Маркелово та в гирлі збудовано автомобільні мости, в середній течії через річку прокладено нафтопровід.